# Волумния (жена Гнея Марция Кориолана)
Волу́мния (лат. Volumnia; умерла после 489 года до н. э.) — легендарная древнеримская матрона, супруга римского полководца Гнея Марция Кориолана.
В 491 году до н. э. за попытку уничтожить должность народного трибуна её муж был изгнан из Рима, после чего перешёл на сторону вольсков. В 489 году до н. э. во главе их войска он подступил к родному городу и осадил его.
Тогда Волумния, а также мать Кориолана Ветурия, взяв двоих его маленьких сыновей, вышли из города ему навстречу с просьбой пощадить город. Решимость Кориолана была сломлена, и он отступил от города, за что был убит недовольными вольсками. Тит Ливий отмечает, что источники расходятся в отношении судьбы Кориолана и того, выжил ли он после инцидента.
В честь Волумнии и Ветурии в Риме был воздвигнут храм Женского счастья (лат. Fortuna muliebris).

## Галерея
|                                    |                                                                     |                                                                       |                                |                                                                                                |
| «Ветурия у ног Кориолана» Г. Ланди | «Волумния, Виргилия и Кориолан» Гравюра с картины Гэвина Гамильтона | «Ветурия на коленях перед Кориоланом» Н. Пуссен, музей Никола Пуссена | «Coriolanus» Шома Орлай-Петрич | «Кориолан, его мать Ветурия и его жена Волумния, умаляющие его отказаться от войны» А. Кауфман |